# TUE Série 2500 (CPTM)
O TUE Série 2500 (CPTM) é um Trem unidade elétrico, fabricado pela empresa chinesa CRRC Qingdao Sifang, que pertence a frota do Trem Metropolitano de São Paulo.

## História
O TUE CRRC - Série 2500, foi construído pelo consórcio formado pela empresa chinesa CRRC Qingdao Sifang e pela filial brasileira da empresa espanhola Temoinsa. O consórcio venceu a concorrência pública para a produção de oito trens para a série que irá prestar serviços na Linha 13, que liga o Aeroporto de Guarulhos ao restante da malha metropolitana. 
A licitação foi realizada pela CPTM em março de 2016, porém o vencedor só foi anunciado nos últimos dias de 2016, após longa análise pelo Banco Europeu de Investimento, que disponibilizou 85 milhões de euros (R$ 317 milhões) para o projeto. A espanhola CAF e a coreana Rotem, entraram com recursos contra o resultado dias depois do anúncio, que só foi negado em agosto de 2017, permitindo que o contrato pudesse ser assinado.
As propostas apresentadas para esse contrato foram :
- 1º Lugar - Consórcio Temoinsa-Sifang,  com o valor de R$ 316.720.807,00
- 2º Lugar - Hyundai Rotem Co., com o valor de  R$ 326.144.738,00
- 3º Lugar - Construcciones y Auxiliar de Ferrocarriles (CAF) do Brasil Ltda, com o valor de R$ 396.659.450,00

A proposta vencedora foi a do Consórcio Temoinsa-CRRC Qingdao Sifang, sendo o contrato assinado no dia 1 de setembro de 2017, com o valor de R$ 316.720.807,00 para o fornecimento dos 8 novos trens, que deverão ser entregues em até 23 meses, ou seja, agosto de 2019.  Esta é a primeira série de origem chinesa da companhia. 
As composições foram entregues a partir de 2019 e tem como características passagem livre entre os vagões, ar-condicionado e câmeras de monitoramento. O principal diferencial do restante da frota é que as composições são equipadas com bagageiros para acomodar as malas dos passageiros usuários do terminal aéreo, além da presença de botões para a abertura individual das portas, que, a princípio, não devem ser usados pela Companhia.
De acordo com o contrato, as entregas deveriam ser concluídas em agosto de 2019. Porém por conta de atrasos, apenas o primeiro trem foi entregue em setembro, com mais dois chegando no início de novembro:
| Fabricante/série                | Quantidade (TUE) | Valor do contrato | Prazo original (cada unidade)     | Entrega/ Atraso            |
| ------------------------------- | ---------------- | ----------------- | --------------------------------- | -------------------------- |
| CRRC Qingdao Sifang/ Série 2500 | 8                | R$ 316.720.807,00 | Abril de 2019 (1ª Unidade)        | Setembro de 2019 4 meses   |
| CRRC Qingdao Sifang/ Série 2500 | 8                | R$ 316.720.807,00 | Maio de 2019 (2ª Unidade)         | Novembro de 2019 5 meses   |
| CRRC Qingdao Sifang/ Série 2500 | 8                | R$ 316.720.807,00 | Junho de 2019 (3ª Unidade)        | Novembro de 2019 4 meses   |
| CRRC Qingdao Sifang/ Série 2500 | 8                | R$ 316.720.807,00 | Junho de 2019 (4ª Unidade)        | Dezembro de 2019 (5 meses) |
| CRRC Qingdao Sifang/ Série 2500 | 8                | R$ 316.720.807,00 | Julho de 2019 (5ª e 6ª Unidades)  | Dezembro de 2019 (4 meses) |
| CRRC Qingdao Sifang/ Série 2500 | 8                | R$ 316.720.807,00 | Agosto de 2019 (7ª e 8ª Unidades) | Janeiro de 2020 (4 meses)  |

## Controvérsias
A grande diferença entre as propostas apresentadas na licitação se deve ao fato de Rotem e CAF proporem a fabricação dos trens no Brasil (conforme exigência de nacionalização feita pelo estado de São Paulo, atendendo ao lobby da Associação Brasileira da Indústria Ferroviária-Abifer), enquanto que a Sifang propõe a fabricação na China e a nacionalização por meio de montagem CKD pela filial brasileira da Temoinsa. Por conta dessa proposta, o resultado da licitação foi questionado pela CAF e Rotem, que abriram fábricas no país para atender a essa exigência de nacionalização de parte da produção (apesar de seus preços ficaram muito acima dos oferecidos pela empresa chinesa Sifang). Os questionamentos não obtiveram sucesso, apesar de atrasarem o resultado da licitação.
A Temoinsa (ao lado da CAF) é uma das empresas envolvidas no Escândalo das licitações no transporte público em São Paulo, tendo o Ministério Público pedido a sua dissolução, sem sucesso, em 2015.. Em 2017, o Ministério Público pediu a prisão de seus representantes (os da CAF e de mais outras empresas além dos da CPTM) por envolvimento no caso. Ela representa a parcela nacional exigida no contrato de licitação, porém nunca fabricou um único trem, sendo apenas uma fabricante de componentes ferroviários. 

## Operação
O primeiro trem tinha previsão de ser entregue para a operação em dezembro de 2019, porém em dezembro a CPTM declarou não ter prazo para concluir os testes. Em 21 de janeiro de 2020, o secretário dos transportes metropolitanos do estado de São Paulo afirmou que, devido a uma solicitação da empresa construtora (CRRC-Sifang) e como medida de segurança aos passageiros, a inauguração da série na Linha 13-Jade seria postergada. Ele então estimou o início da operação em 30 dias a partir da data do pronunciamento. Os demais deveriam passar a operar na Linha 13 até abril de 2020, segundo intenções da Companhia, mas, em outubro de 2020, o Governo do Estado de São Paulo declarou a pretensão de entregar as composições até dezembro do mesmo ano. Em novembro, foram entregues mais duas composições e em dezembro, mais três. Por fim, o último trem foi entregue em março de 2021.
| Numeração | Linha de Operação | Data de Operação        |
| --------- | ----------------- | ----------------------- |
| 2501-2504 | Jade              | 03 de fevereiro de 2020 |
| 2505-2508 | Jade              | 22 de outubro de 2020   |
| 2509-2512 | Jade              | 17 de novembro de 2020  |
| 2513-2516 | Jade              | 19 de novembro de 2020  |
| 2517-2520 | Jade              | 15 de dezembro de 2020  |
| 2521-2524 | Jade              | 1o de dezembro de 2020  |
| 2525-2528 | Jade              | 15 de dezembro de 2020  |
| 2529-2532 | Jade              | 03 de março de 2021     |